# Dicle Üniversitesi
Dicle Üniversitesi – żeński klub piłki siatkowej z Turcji. Został założony w 1994 roku z siedzibą w Diyarbakır. Występuje w Voleybolun 1.Ligi.